# Lineus lacticapitatus
Lineus lacticapitatus är en djurart som tillhör fylumet slemmaskar, och som beskrevs av Wheeler 1940. Lineus lacticapitatus ingår i släktet Lineus och familjen Lineidae. Inga underarter finns listade i Catalogue of Life.